# Itinéraire complémentaire 11 (Portugal)
 (août 2025).
Si vous disposez d'ouvrages ou d'articles de référence ou si vous connaissez des sites web de qualité traitant du thème abordé ici, merci de compléter l'article en donnant les références utiles à sa vérifiabilité et en les liant à la section « Notes et références ».
L'IC11 est une voie rapide sans profil autoroutier en projet qui reliera Peniche à l' à proximité de Torres Vedras. Sa longueur sera de 31 km.

## État des tronçons
| Tronçon                     | État (2011) | km |
| --------------------------- | ----------- | -- |
| Peniche - Lourinhã          | En projet   | 13 |
| Lourinhã - Torres Vedras () | En projet   | 18 |

## Capacité
| Section                                | Capacité | Longueur |
| -------------------------------------- | -------- | -------- |
| Peniche - Torres Vedras () (En projet) |          | 31 km    |